# Flygtransportflottiljen
Flygtransportflottiljen (F 30) eller bara F 30 var en planerad flygflottilj att verka inom svenska flygvapnet. Förbandsledningen var planerad att förläggas till Stockholms garnison vid Barkarby flygplats.

## Historik
Flottiljen tillkom i samband med en flygvapenorder den 1 maj 1948 om att en flottilj med beteckning F 30 skulle bildas. Till flottiljen bildades även en fältverkstad (V 30), denna utgick dock 1 oktober 1950. Flottiljen kom dock i praktiken aldrig att bli verklig, utan reducerades den 1 augusti 1948 till 1. flygtransportdivisionen (1. flygtpdiv) och kom att ingå i Svea flygflottilj (F 8). Inför att F 8 skulle avvecklas 1974, överfördes flygtransportdivisionen 1973 till Östgöta flygflottilj (F 3), vilket senare blev ett detachement till Bråvalla flygflottilj (F 13). I samband med försvarsbeslutet 1982 kom all tungt transportflyg att knytas till Skaraborgs flygflottilj (F 7). Idag (2018) finns Försvarsmaktens samtliga transportflyg samlade vid flottiljen, dock med olika baser. F 30 kom senare att endast användas som beteckning för ett beredskapsförband, vilket bestod av civilflygplan som krigsplacerats i Flygvapnet. Flygplan som i krigstid skulle kunna användas både för inrikes och utrikesflygningar.

## Ingående enheter
Flygtransportflottiljen var tänkt att bestå av tre transportflygdivisioner, där den första och andra divisionen var tänkta att utrustas med vardera tio DC-3 (Tp 79) eller Saab 90 Scandia samt åtta Norsemanflygplan (Tp 78). Den tredje divisionen var tänkt att vara utrustade med DC-4 och DC-6, vilka för mer lämpade för internationella transporter. Dessa flygplan tillhörde dock AB Aerotransport och SILA och var endast krigsplacerade inom Flygvapnet.

## Materiel vid förbandet
Planerad flygplansflotta vid flygflottiljen och dess flygdivisioner.

- xxxx–xxxx: 20x DC-3/Saab 90 Scandia
- xxxx–xxxx: 8x Noorduyn Norseman
- xxxx–xxxx: DC-4
- xxxx–xxxx: DC-6

## Namn, beteckning och förläggningsort
| Flygtransportflottiljen | 1948-05-01 | – | 1948-08-01 |

| F 30 | 1948-05-01 | – | 1948-08-01 |

| Barkarby flygplats (F) | 1948-05-01 | – | 1948-08-01 |